# Kolonia Kiełczewice Dolne
Kolonia Kiełczewice Dolne – wieś w Polsce położona w województwie lubelskim, w powiecie lubelskim, w gminie Strzyżewice.
| SIMC    | Nazwa     | Rodzaj    |
| ------- | --------- | --------- |
| 0391800 | Rękasówka | część wsi |

W latach 1975–1998 miejscowość administracyjnie należała do województwa lubelskiego.
Wieś stanowi sołectwo gminy Strzyżewice.